# Nolan Corpening
Nolan Corpening (Charlotte, 1995) è un giocatore di football americano statunitense che milita nel ruolo di wide receiver nei Beograd Vukovi.
Dopo aver giocato per la squadra universitaria dei North Carolina Central Eagles si trasferisce ai cechi Ústí nad Labem Blades e da lì ai Prague Black Panthers (alternando la militanza con i finlandesi United Newland Crusaders). Nel 2022 gioca per gli spagnoli Barberá Rookies (col fratello Miles), nuovamente per i Crusaders e per i rumeni Mures Monsters, mentre l'anno successivo passa ai Beograd Vukovi.

## Palmarès
- 1 Spaghettimalja (United Newland Crusaders: 2020)